# Iva Hejlíčková
Iva Hejlíčková (* 8. dubna 1965 Jeseník) je česká novinářka, překladatelka a dramaturgyně, někdejší šéfredaktorka časopisu Cinema. Od roku 2011 programová ředitelka Letní filmové školy Uherské Hradiště.

## Život
Vystudovala Fakultu žurnalistiky Univerzity Karlovy v Praze.
Pracovní kariéru začínala v tiskovém oddělení Filmového studia Barrandov. Od dubna 1991 do března 2009 byla šéfredaktorkou filmového měsíčníku Cinema. V říjnu 2011 se stala programovou ředitelkou Letní filmové školy Uherské Hradiště (od roku 2019 je ve funkci společně s Janem Jílkem).
Iva Hejlíčková je svobodná a bezdětná. Kromě řady recenzí je autorkou biografií filmových osobností a textů zaměřených na klasickou hollywoodskou kinematografii, např. Mickey Rourke (Praha: Český filmový ústav, 1992) či překladu publikace Evy Slonim Hvězdy nad námi: vzpomínky dítěte, které přežilo osvětimské peklo (Praha: Mladá fronta, 2015).